# Les Deux Alpes
Les Deux Alpes, gyakran: Les 2 Alpes (magyar kiejtés: Lé döz alp) egy nagy kiterjedésű és népszerű síközpont Franciaországban, Isère megye keleti részén, 1650 méter tengerszint feletti magasságban 71 km-re délkelete Grenobletől. Itt található Európa legnagyobb síelhető gleccsere, valamint a síterep Franciaország második legrégebbi ilyen típusú üdülőhelye Chamonix után.

## Fekvése
Les Deux Alpes a Francia-Alpokban, Isère megye keleti részén terül el, 71 km-re délkeletre Grenoble-től és 62 km-re Briançontól, hozzávetőlegesen a kettő között félúton. A település neve „Kettő-Alpok”-ot jelent, amely onnan adódik, hogy déli oldalról (Vénosc, drótkötélvasúttal), és az északi irányból (Mont-de-Lans közútról) is megközelíthető. A település egy platón fekszik két hegygerinc ölelésében, 1650-1800 méter magasságban találhatóak a házak. A déli irányban meredek sziklaperem, északi irányban lankásabb lejtő övezi a fennsíkot, a sípályák a településtől nyugati és keleti irányban találhatóak.

## A település
Les Deux Alpes panorámáját az 1960-as, 1970-es években funkcionalista stílusban épült lakóházak uralják, de egyre inkább teret hódít a természetközelibb építkezés is. A 2000-es évektől egyre több szórakozóhely is létesült, diszkók, kocsmák, éttermek, igen mozgalmas lett az éjszakai élet. A faluban két síbusz is üzemel, amelyek teljes körűen lefedik a városban a felvonók között utazni kívánó sízők igényeit.

## Télisportok

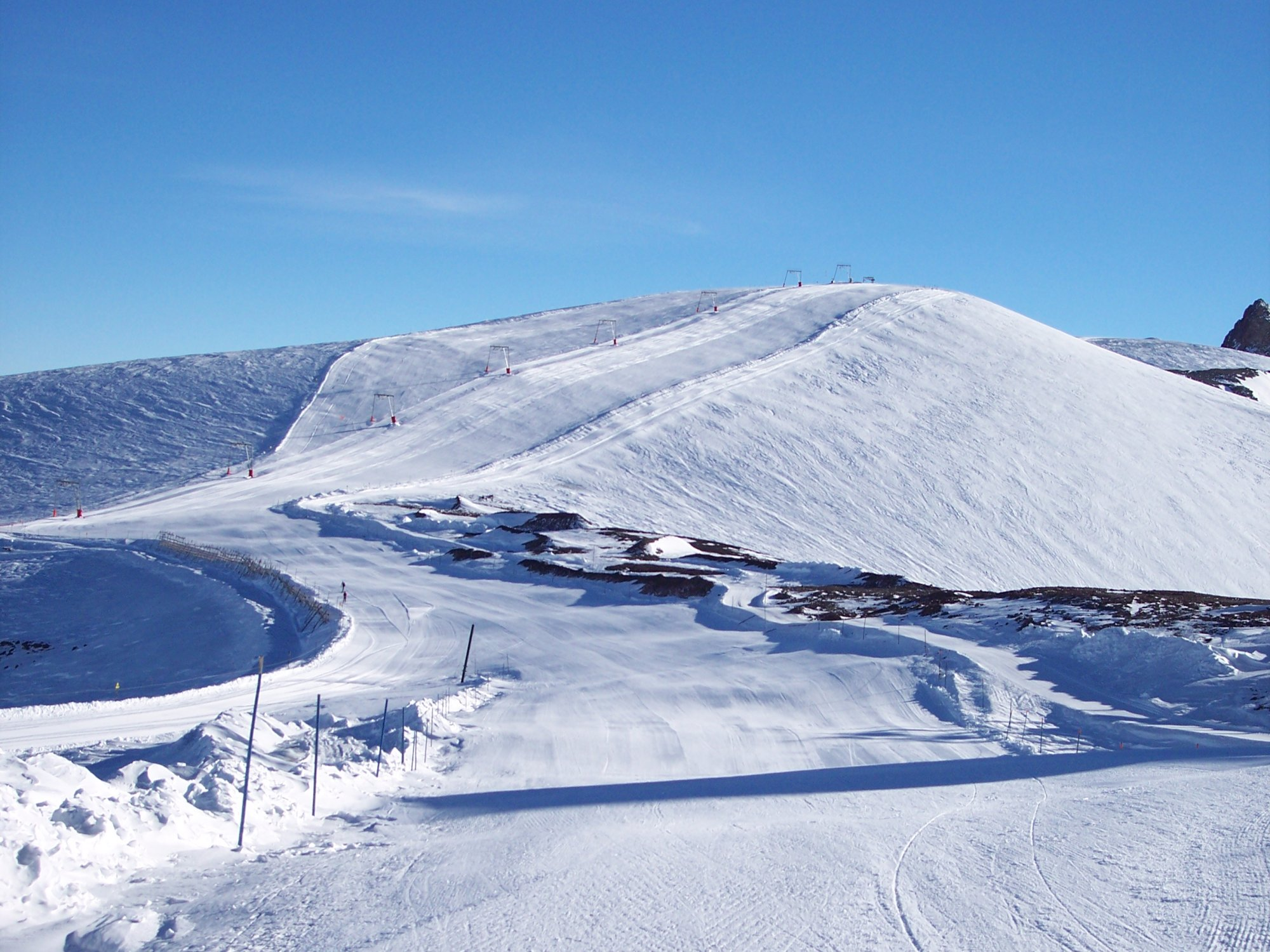
A gleccser

A rendszert az 1950-es években kezdték el fejleszteni, amely azóta is folyamatos. Les 2 Alpes 225 km-nyi sípályával rendelkezik, amelyből 83 km könnyű (zöld, vagy kék), 98 km középnehéz (piros) és 44 km nehéz (fekete) besorolású, valamint 2600 méter magasan egy nagy snow-park is található félcsővel. A pályák egészen 3600 méter magasságig nyúlnak, így a terep egyike Európa legmagasabb sírendszereinek. 2 hegyivasút, 6 db kabinos felvonó, 21 ülőfelvonó, 24 húzófelvonó és 2 vonalon járó síbusz szolgálja a síelők kényelmét A felvonók összkapacitása 66 000 fő/óra, amely a legnépszerűbb időszakokban a Jandi-Expressnél néha kevésnek bizonyul. Egyedülálló tulajdonsága a rendszernek, hogy 3400 méter fölött egy ratrak húzza át a vállalkozó kedvűeket a 3566 méter magas Dome de la Lauze-hágón át La Grave pályarendszerére, amely híres a pályán kívüli síelési lehetőségekről.
A sírendszer egyik jellegzetessége, hogy az alsó részek a legmeredekebbek, ezért a falu egy katlanban található. Gyakorlatilag csak és kizárólag fekete pályák vannak a keleti irányban. A faluból a felfelé vezető út meglehetősen hosszú, ezért kárpótol az az egyedülálló lehetőség, hogy 2300 méternyi szintkülönbséget lehet egy csúszással abszolválni.

### Jegyek
Az egész területre érvényes Grand Galaxie bérlet korlátlanul érvényes La Grave-ra, Puy Saint Vincent-re és Vaujany-ra. Egy napra érvényes Alpe d’Huez valamint Serre Chevalier terepére. A 2011/12-es szezonban 202 Euró volt az egy hetes bérlet ára. A 2000-es évek végétől egyre több magyar síző fedezi fel ezt a síterepet, amely elsősorban a nagy magasságkülönbségének, a mélyhósízés és a pályán kívüli síelés szerelmeseit vonzza.

## Nyáron
A gleccsernek köszönhetően nyáron is lehet síelni, 2800-3600 méter között. Les 2 Alpes az egyik olyan kevés síterepe a mai Európának, ahol nyáron is lehet gleccsersízni.
Az újkori idők Tour de France-jának egyik igen népszerű szakasza a Les Deux Alpesre vezető útvonal, északi irányból, amely kb. 9 km hosszú, átlagosan 8% az emelkedése, a legmeredekebb rész 12,5% körül van.

## Külső hivatkozások
- Hivatalos weboldal (több nyelven)
- Információk, webkamera, időjárás Archiválva 2012. október 19-i dátummal a Wayback Machine-ben (franciául) (angolul)
- Les 2 Alpes a Síelők.hu weboldalán